# 果靖霖
果靖霖（1970年2月19日—），中国影视演员，中国国家话剧院演员。2009年凭借电影《袁隆平》中“袁隆平”一角荣获第13届中国电影华表奖最佳男演员。